# 2019年6月12日香港逃亡犯条例改正案反対デモ
2019年6月12日香港逃亡犯条例改正案反対デモ（2019ねん6がつ12にち ほんこんとうぼうはんじょうれい かいせいあんはんたいデモ、現地呼称として「612」、「612衝突」、「金鐘衝突」 がある）は、2019年6月11日の深夜より香港の市民が自発的に行ったデモ集会、および道路占拠を指す。
デモ活動は主に金鐘と中環で行われ、香港政府による2019年逃亡犯条例改正案の撤回を目的とする。デモ集会ではキリスト教徒が立法会総合ビル近辺を訪れ、夜通しで聖歌を歌う一幕もあった。そして、12日の8時頃、添馬公園でデモ集会に参加していた市民が突如夏慤道と龍和道を占拠して、立法会による審議（第二読会）を阻止しようとした。香港におけるデモ活動で大規模な道路占拠が行われたのは2014年香港反政府デモ以来だった。
鎮圧にあたった警察は15時47分より催涙弾を発射、のちに8月12日に警察より公表されたデータではこのときに合計で催涙弾240発以上、ビーンバッグ弾約3発、ゴム弾約19発、スポンジ弾約30発を使用した。警察の鎮圧の結果、デモ隊では80人以上が怪我し、その多くが頭を銃撃されていた。また怪我人のうち2人が重傷だった。さらに香港電台の運転手1名が催涙弾に頭を直撃された。
香港立法会が予定していた12日の会議についてはデモが続く中、主席の梁君彥が午前に（午後への）延期を発表、さらに午後には取り消しを発表した。そして、デモ隊は13日の深夜に撤収した。その後、立法会秘書局はさらに13日と14日の立法会会議取り消しを発表した。警察はデモ隊が撤収した後に逮捕に動き、多くのデモ参加者を病院で逮捕した。15日、行政長官の林鄭月娥は「（法改正の）解説と意見聴取が終わるまで」法改正を延期したが、撤回は拒否した。その結果、翌16日には民間人権陣線が主催する2019年6月16日香港逃亡犯条例改正案反対デモが行われ、主催者発表で200万人が参加した。
21日、アムネスティ・インターナショナルは6月12日のデモ鎮圧において警察が不必要かつ過大な武力を使用したとして、国際人権法違反であると指摘した。

## 背景
2019年6月9日香港逃亡犯条例改正案反対デモの後、香港政府は声明を発表して、改正案の撤回を拒否した。そのため、多くの市民は改正案の可決を阻止すべく、審議（第二読会）が行われる6月12日にゼネラルストライキを行い、立法会総合ビル周辺の道路を占拠した上でビルを包囲することを決意した。11日、香港中文大学、香港科技大学、香港浸会大学、香港理工大学、香港城市大学、香港教育大学、香港演芸学院の学生自治会の代表が合同記者会見を行い、12日に学校ストライキを行い、逃亡犯条例改正案への反対を示すとともに12日のデモに参加するよう呼び掛けた。

## 経過

### 警察の配備
警察は立法会総合ビル、香港政府新庁舎およびその周辺に警察5,000人（6警察総区から総区不測事態対応隊(Regional Response Contingent)800人ずつと、特殊戦術小隊約200人）の配置を準備したが、これは習近平の香港視察（2017年、警察9,000人が配備）と張徳江の香港訪問（2016年、警察6,000人が配備）に次ぐ厳重さだった。11日夜にはまず香港島総区の不測事態対応隊と特殊戦術小隊（合計1,000人）が到着した。

### 警察によるの職務質問（11日19時 - 20時）
11日の19時から20時にかけて、市民が添馬公園に集まって聖歌を歌おうとした。これに対し、警察は金鐘駅で若者を狙って職務質問と所持品検査を行い、検査が行われる若者に一列で並ばせた上検査が終わってもその場に留まらせた。これに不満を感じた市民が写真を撮りはじめたため、一時は口論が生じた。金鐘駅のほかにはアドミラルティ・センターのマクドナルドにも所持品検査を行う警察がいた。
その後、民主派所属の立法会議員である鄺俊宇、朱凱廸、譚文豪、林卓廷、楊岳橋が金鐘駅で警察の行動を監視した。また警察の行動を恐怖政治として批判する市民もいた。

### キリスト教徒の集会とタマール・パークに集まる市民（11日夜 - 12日8時）

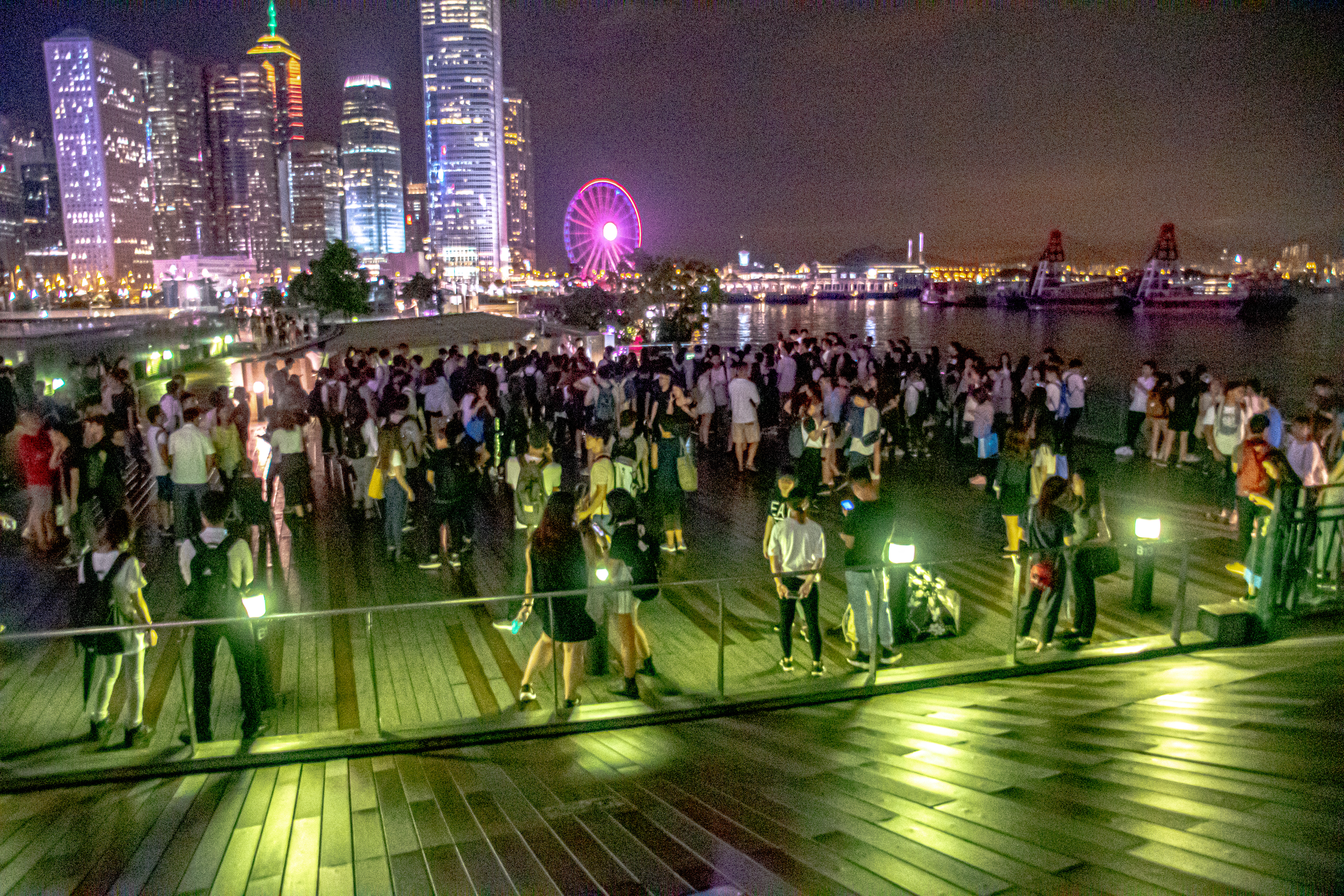
添馬公園に集まるデモ隊

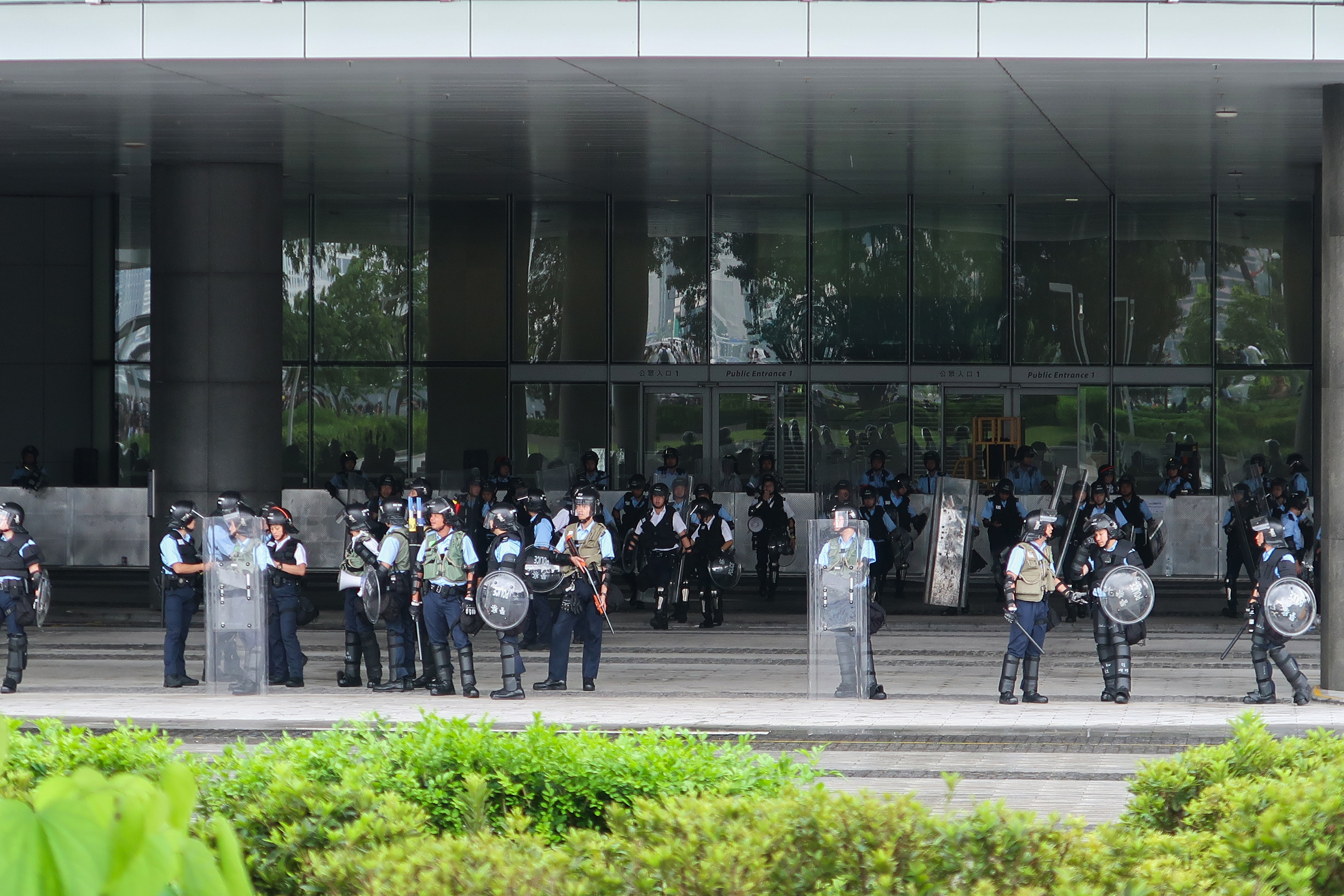
レミントンM870を持つ機動隊

6月11日、警察がタマール・パークと立法会総合ビル周辺に配置されるとともに、タマール・パークの芝生の一部も管理作業を口実に閉鎖された。立法会は「黄色警示」を発し、立法会ビル近くのデモ区画や香港政府新庁舎の前にある公民広場が閉鎖された。
一方、香港牧師連署準備委員会（中: 香港基督教教牧聯署籌委會）が開催する、72時間連続で祈るイベント（正式名称：72小時馬拉松禱告）は「異議なし通告」（Letter of no objection）を得て10日より続いており、11日夜には金鐘に集まった多くの市民が参加した。この最中、デモ隊はインスタントメッセージシステムのTelegram経由で情報共有や議論を行い、多くの団体がTelegramに情報発信チャンネルを設立した。
この最中にも市民が続々と金鐘に集まり、祈りのほかには天体観望やタマール・パークの芝生でピクニックを行う市民も多かった。この状況は12日の早朝まで続いた。また、前出の祈りイベントは3日目となる12日の早朝にも続いた。

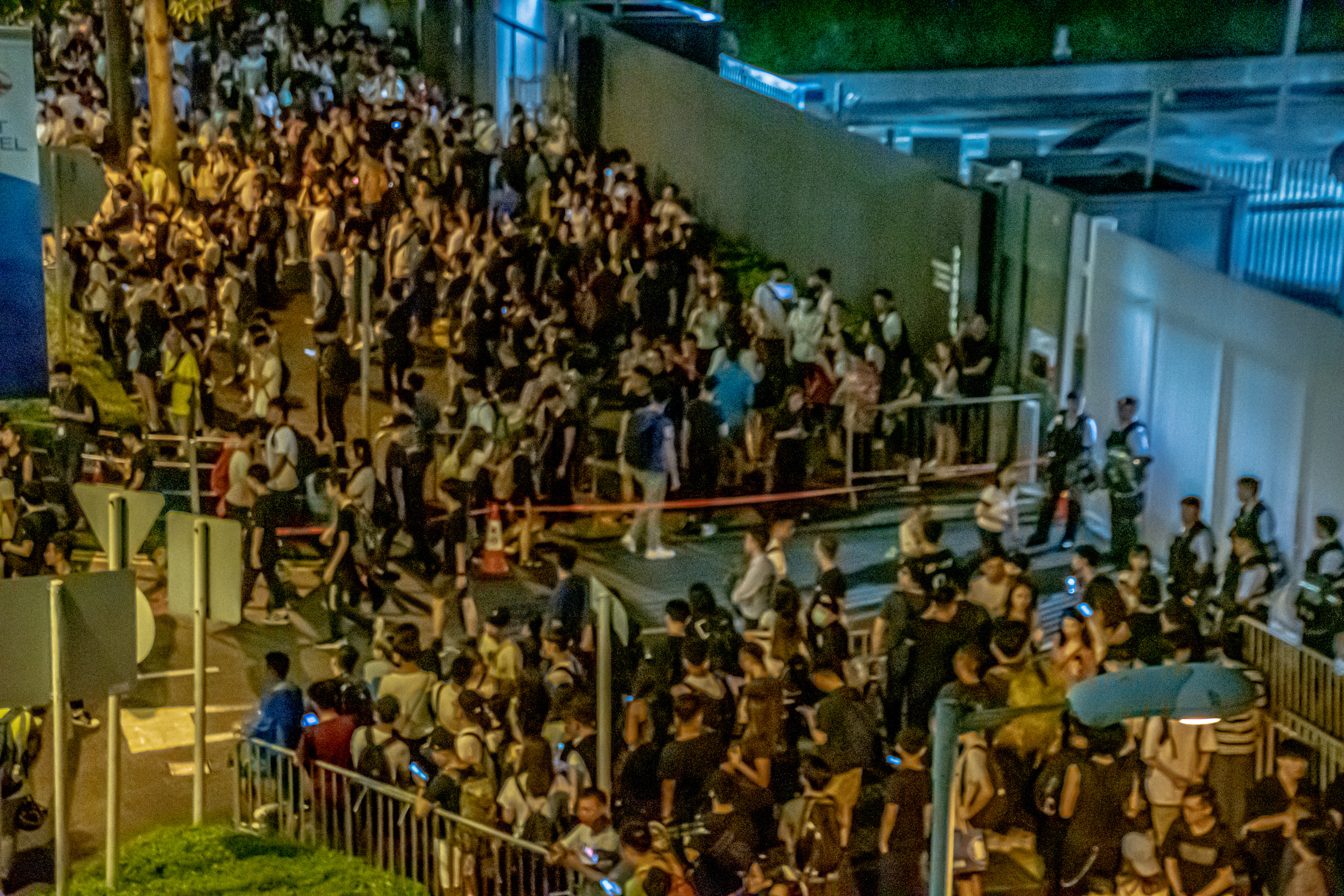
11日夜、立法会ビルの外に集まる市民
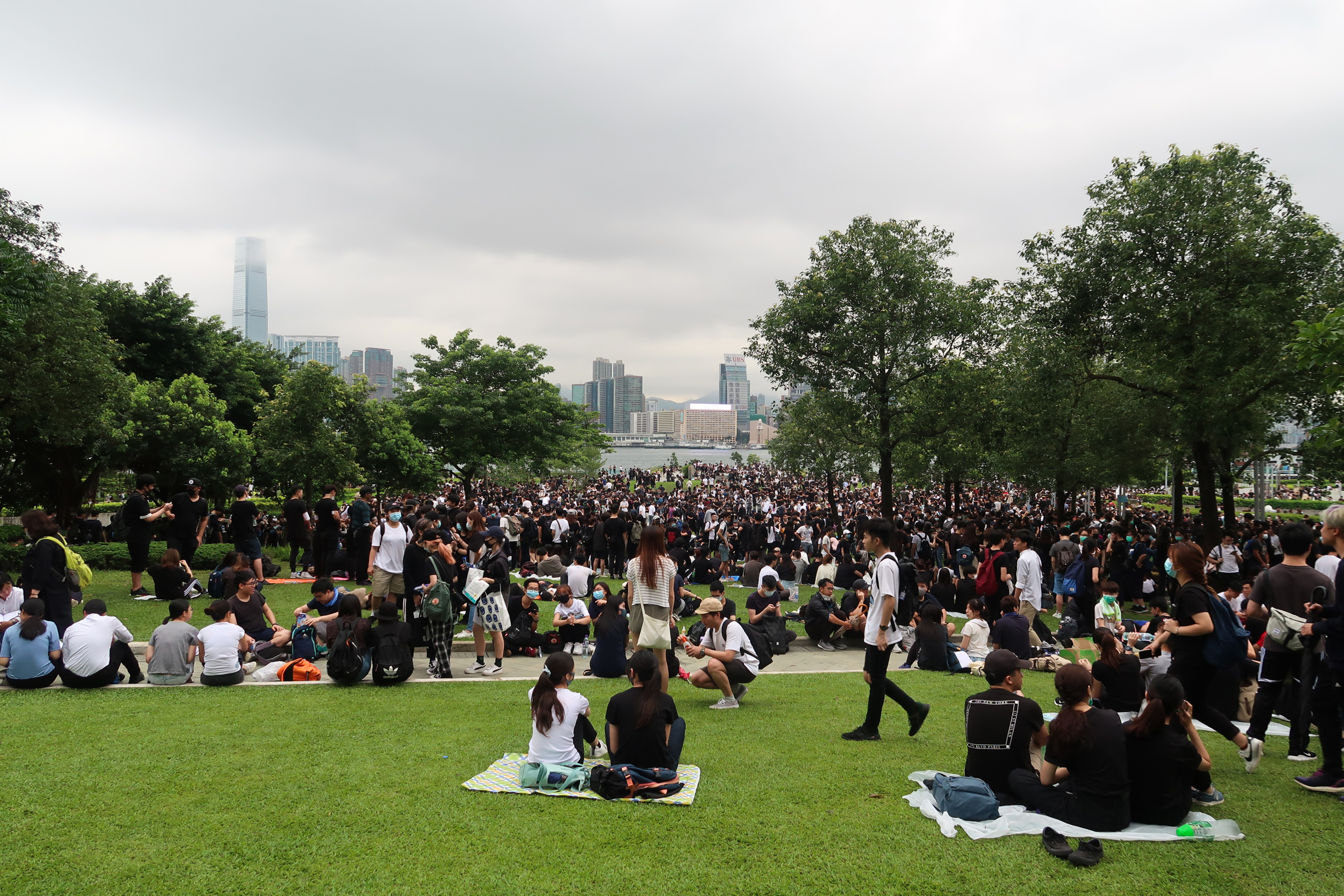
12日朝、添馬公園に集まってピクニックしている市民
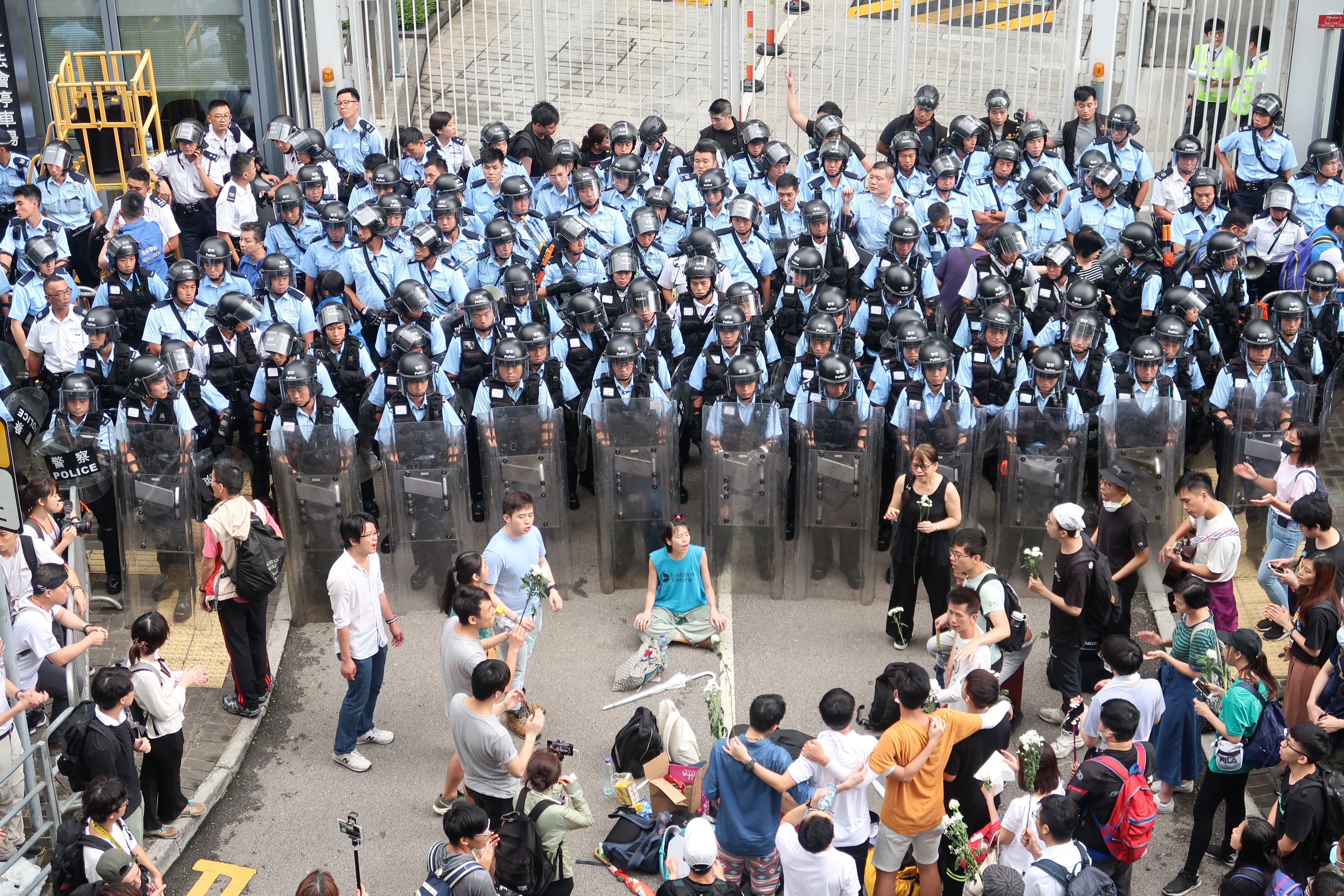
12日朝、機動隊の目の前で祈りを続ける市民

### 自動車による通行止め（12日9時 - 11時）

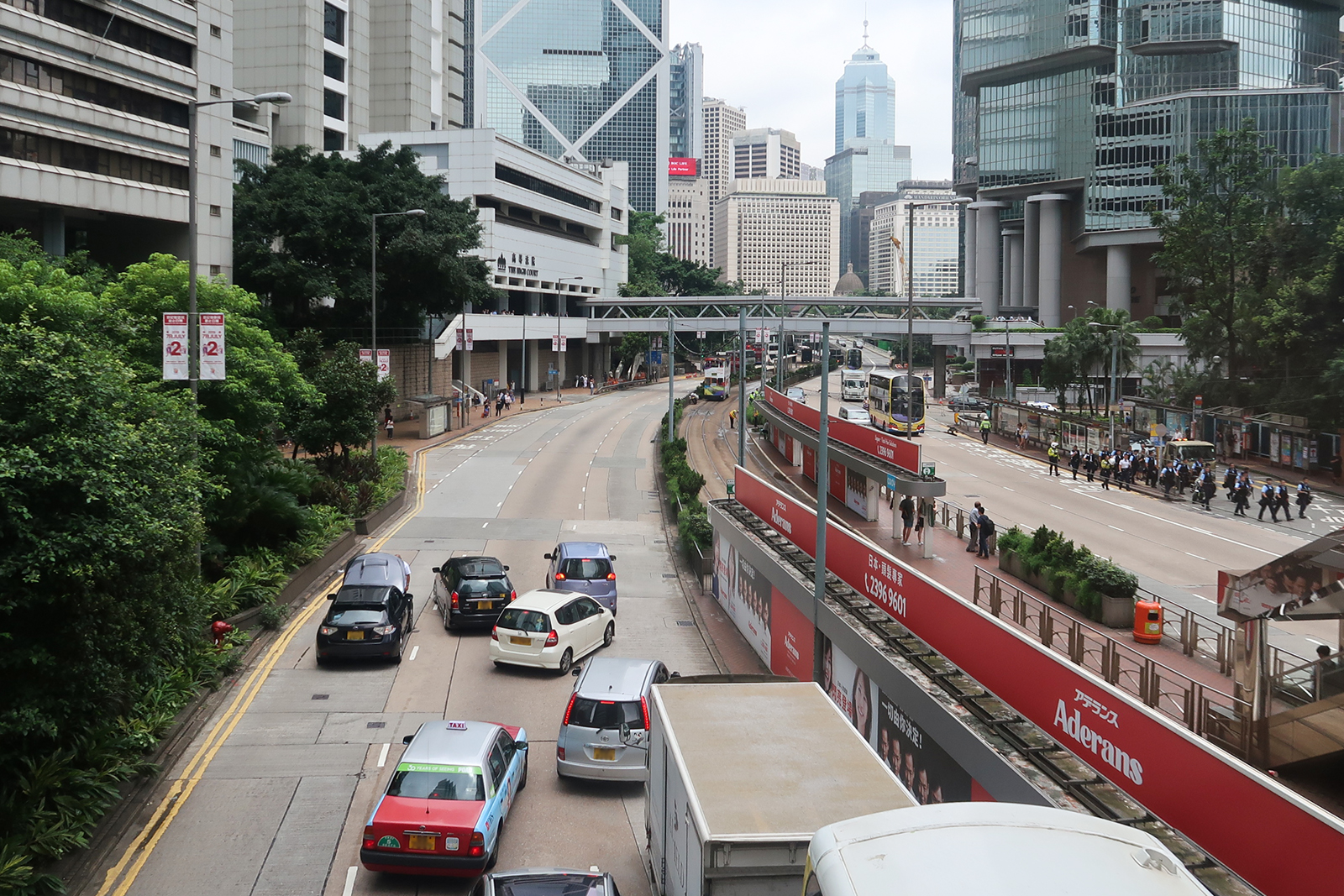
12日の11時13分頃、金鐘道の西行き3車線で通行止めをしている自動車4台。

12日朝、金鐘周辺の道路で減速走行を繰り返す自動車が現れた。その目的は交通渋滞を引き起こして、立法会議員を立法会にたどり着けなくすることだった。9時35分には金鐘道で自動車4台が故障して止まり、東行き4車線が通行止めされた。そのほかにも金鐘周辺の道路で多くの交通事故が起こったが、いずれもけが人は出なかった。
10時にはバス1台が告士打道の東行き車線で後方発進しようとしたが、バスが長すぎたため4車線にまたがる形で動けなくなった。

### デモ隊の道路占拠（12日8時 - 14時）

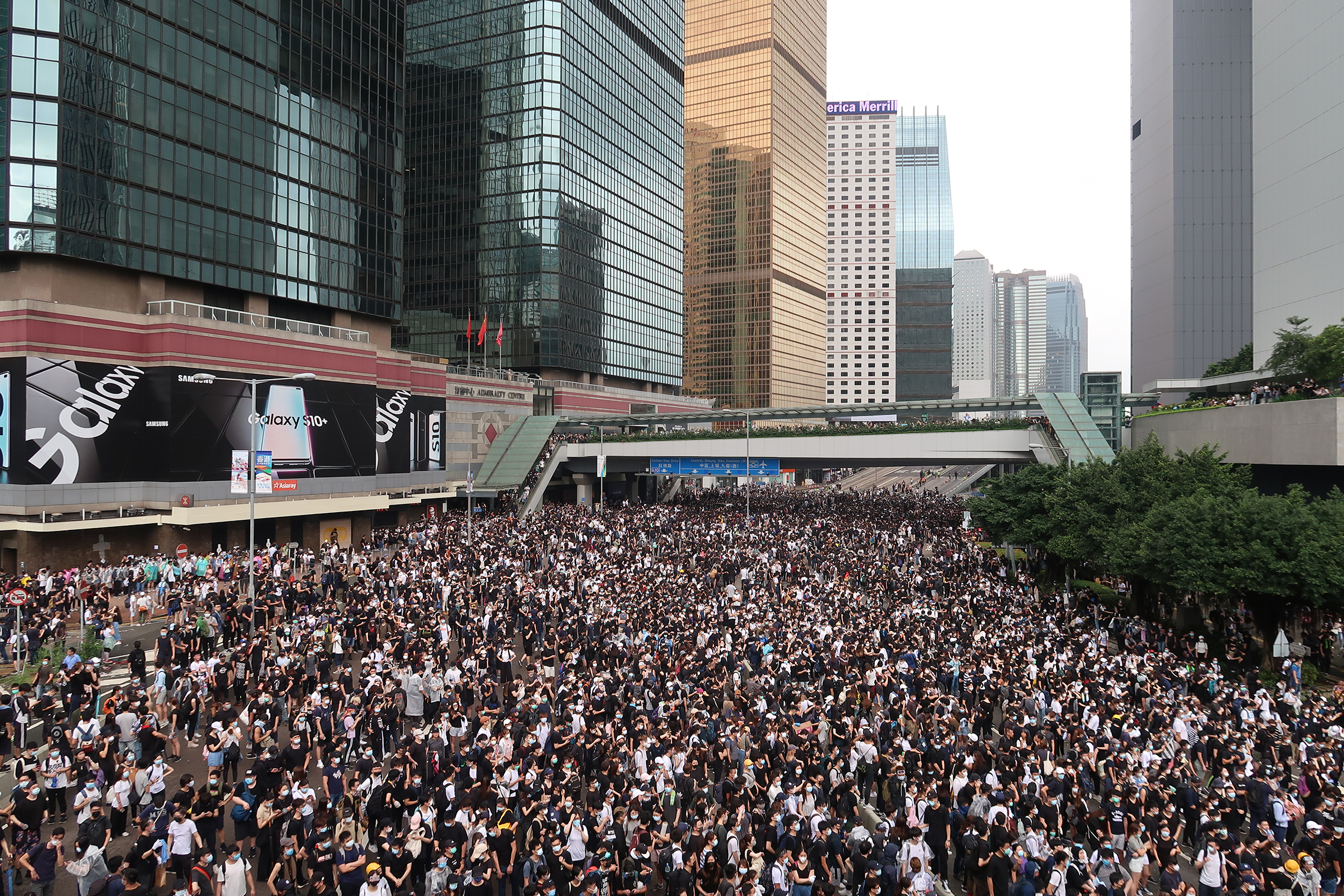
デモ隊が夏慤道を占拠する様子

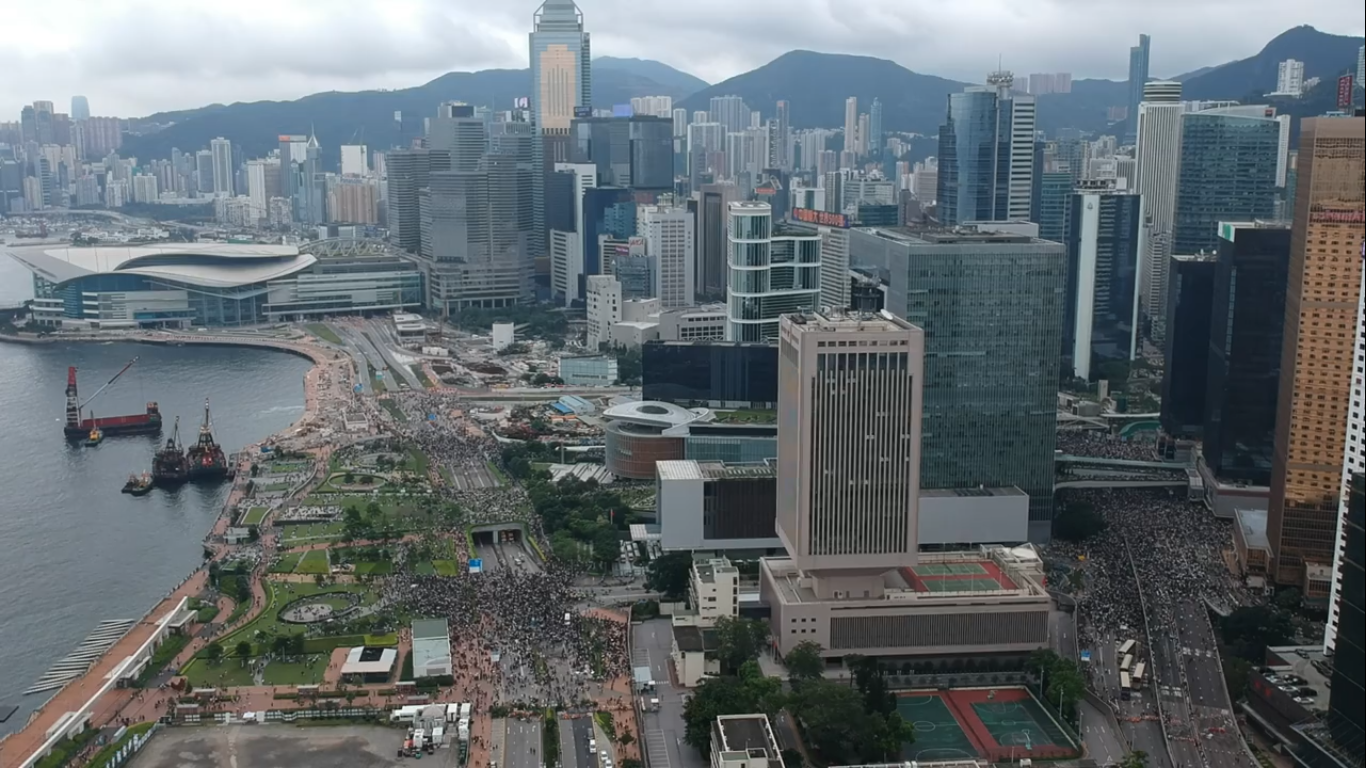
12時頃の空中写真。デモ隊が占領した範囲を示す。

7時55分、タマール・パークとその周辺にあるデモ隊は突如夏慤道と竜和道に飛び出してそれを占領した。その後、デモ隊と警察の間で道路の占領をめぐり一進一退を繰り返したが、8時30分までにデモ隊が告士打道と夏慤道の6車線の占領に成功した。これにより立法会への立ち入りが不可能になり、立法会の工務委員会が予定した会議は取り消された。逃亡犯条例改正案の審議は11時に予定されていたが、状況が変わらなかったため立法会秘書局は10時50分に会議を「稍後時間」（少し後の時間）に延期することを発表した。その間にもデモ隊が占領する地域が拡大、12時15分には金鐘道の占領に成功した。
デモ隊の占領が進む一方、建制派の議員は14時頃にミニバスを乗って中区警察署を離れた。このときは行き先が不明だったが、後に警察が用意した隠れ家に移動したことが判明した。

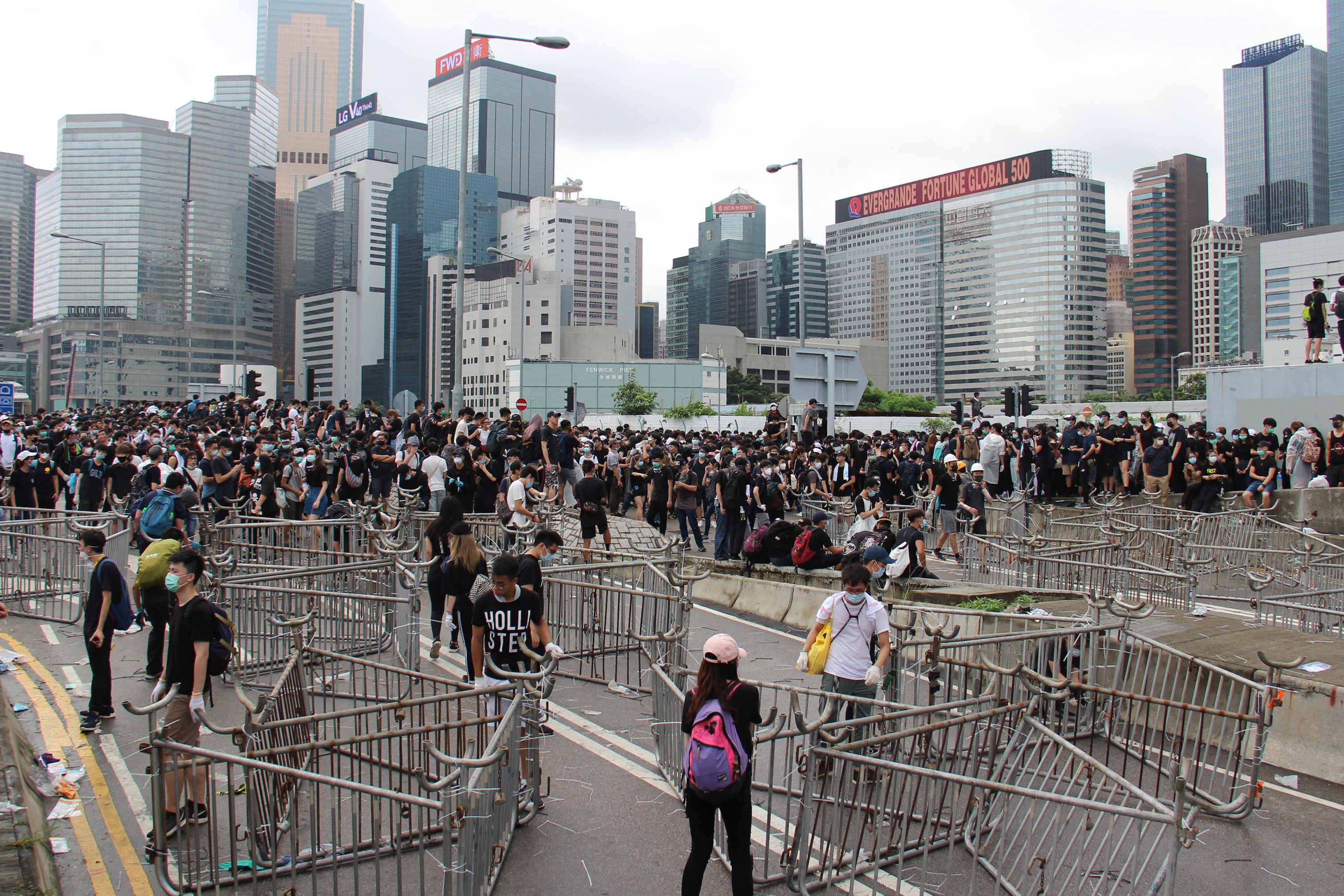
デモ隊が龍和道（中国語版）で鉄の柵を結束ひもでつないでバリケードにする様子
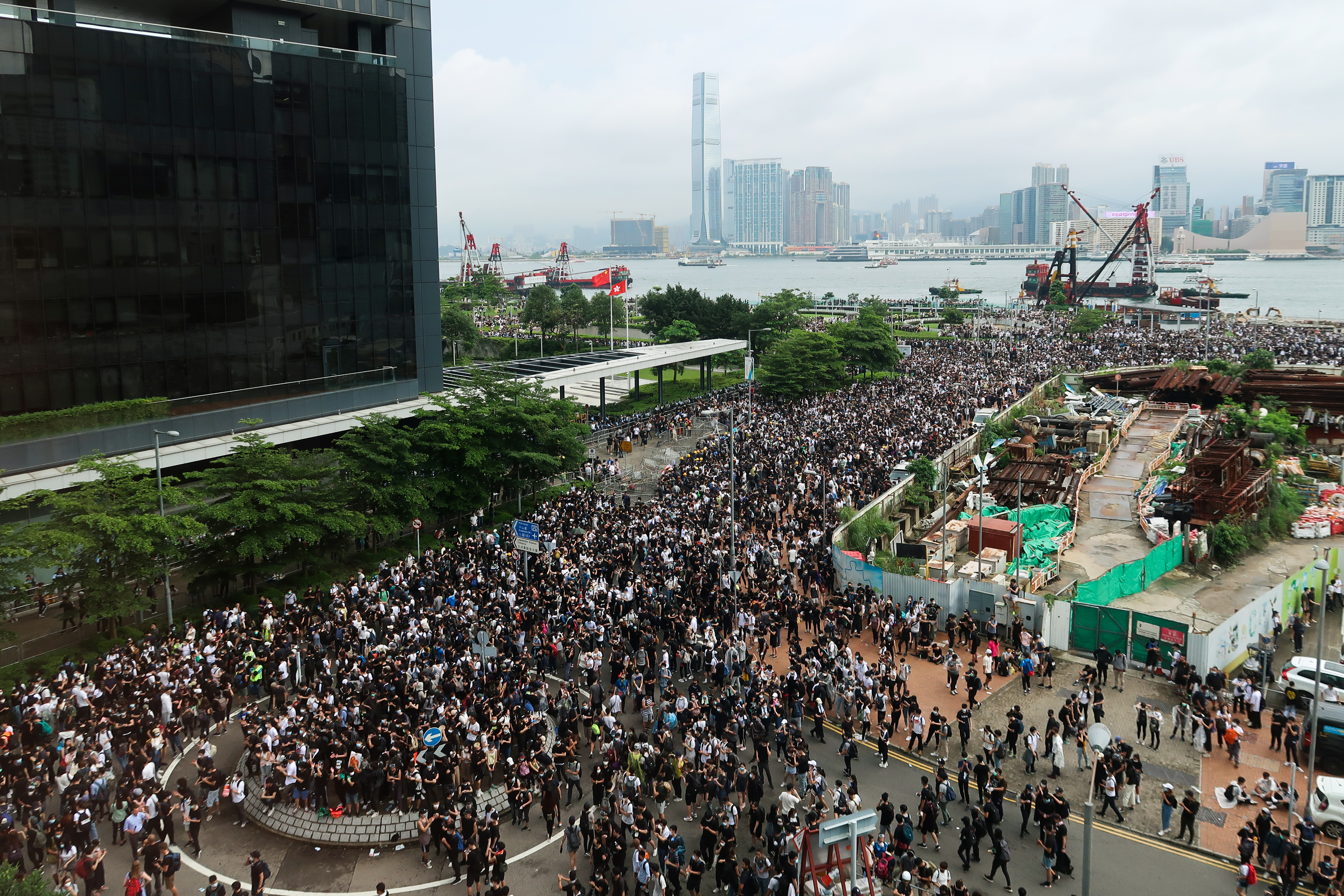
立法会道と竜匯道を占領したデモ隊
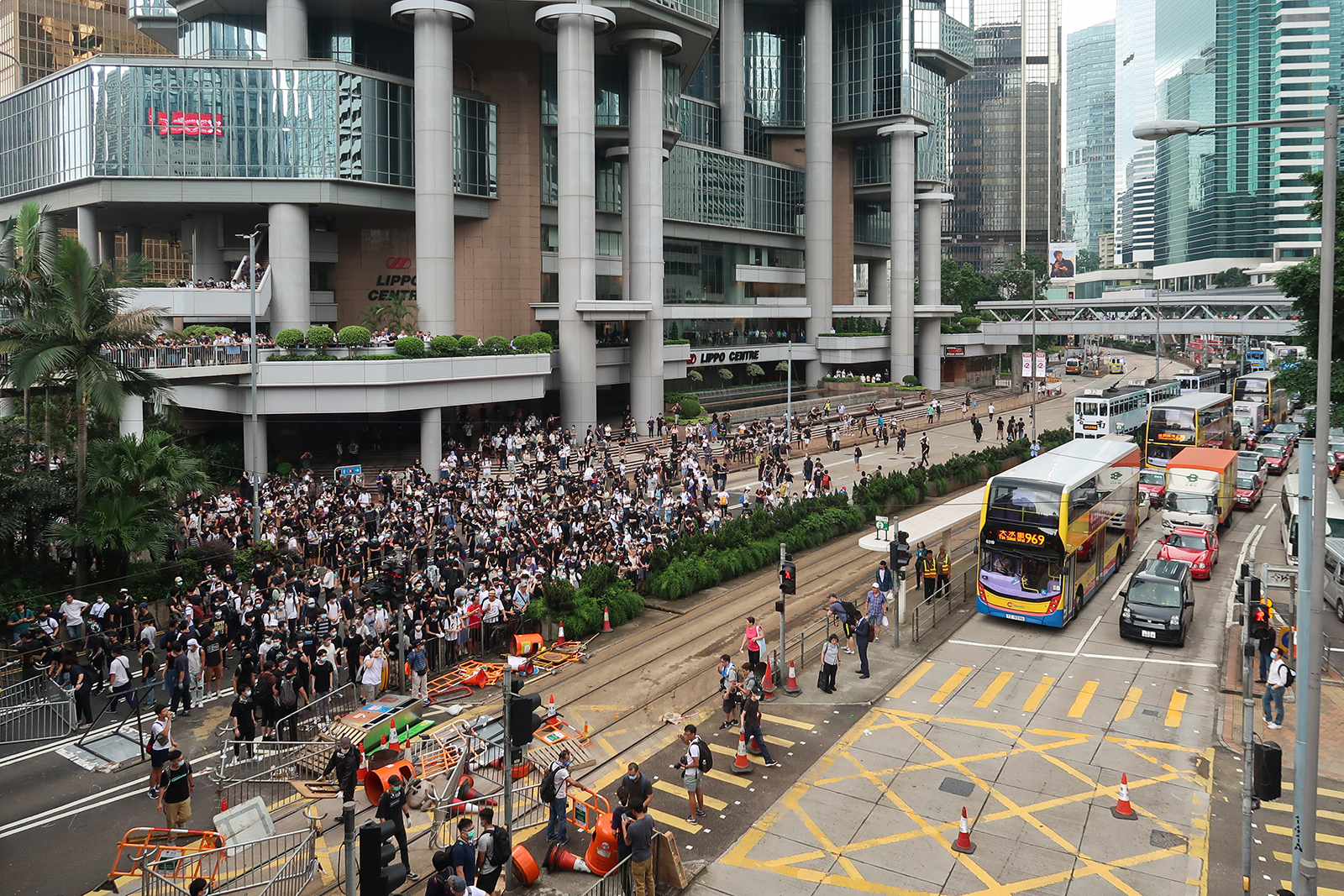
12時15分、金鐘道（中国語版）の占領に成功したデモ隊

### 警察による鎮圧（12日15時 - 18時）

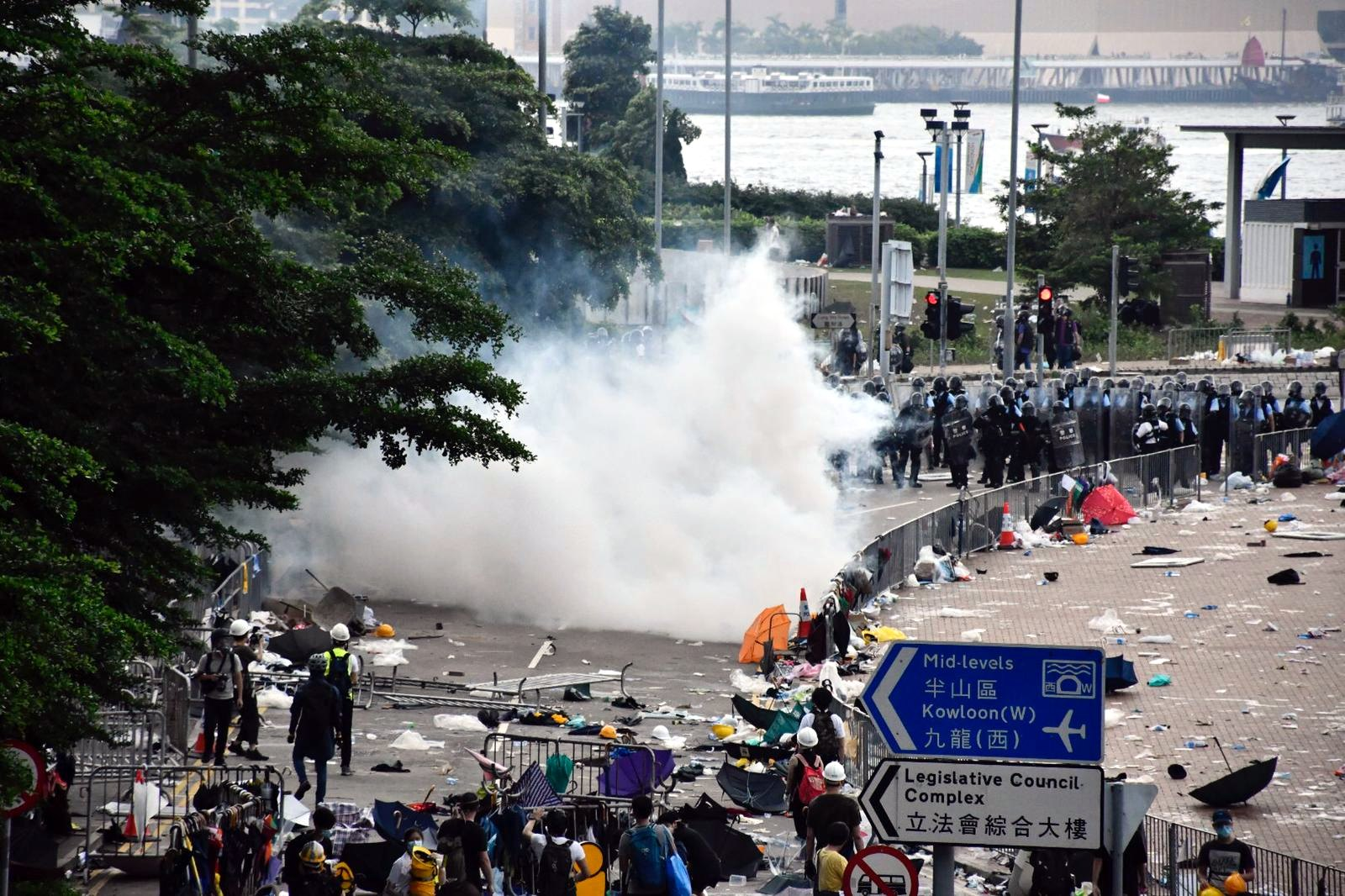
16時頃、添美道で大量の催涙弾が警察より発射された様子

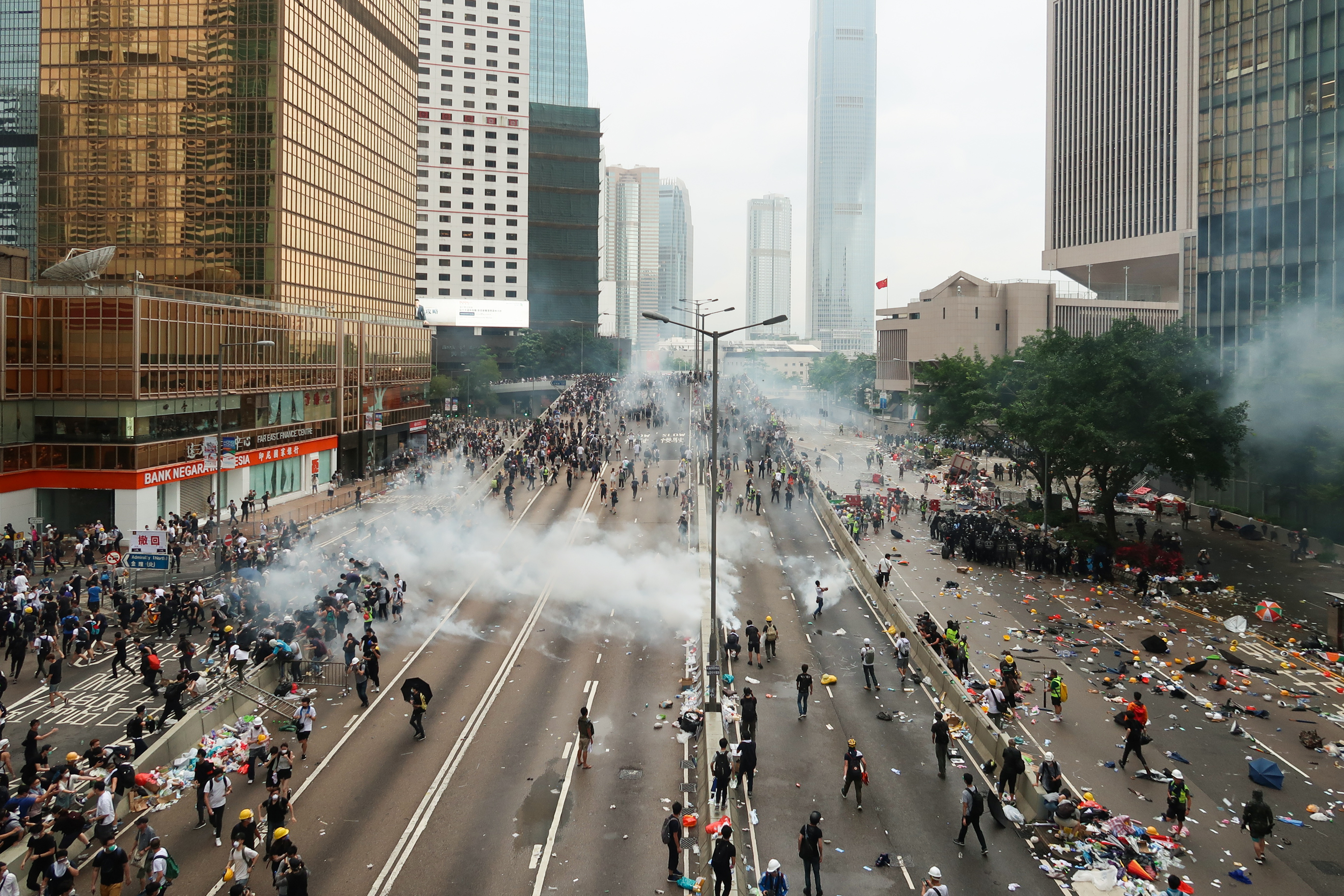
警察が夏慤道で催涙弾を発射する様子

現場で鎮圧の経過を目撃した聖職者が後に記者会見で回想したところによると、15時から15時半までの間、デモ隊は警察の防御線を攻撃しなかった。15時半頃、警察が龍和道と添華道で赤旗を掲げた。その後、警察が突如後退したため、デモ隊が前進して立法会のデモ区画に入り、同時に警察にレンガなどの物を投げ始めた。警察は直ちにゴム弾、ビーンバッグ弾、催涙弾を発射した。デモ隊は5分後に撤退、警察の機動隊がデモ区画を奪回するとともに催涙弾を発射し続けた。この光景をみた聖職者は警察がデモ隊を挑発して、催涙弾を発射するための口実を得たとの見解を示した。また、警察に前進する前に警告を発するよう求めた聖職者もいたが、逆に警察から「イエス・キリストを呼んでみせろよ」と挑発されたという。
16時20分、警察は龍和道と添華道の交差点で黒旗を掲げつつ催涙弾を発射した。混乱の最中、警察がすでに倒れていたデモ参加者を攻撃するという事件と、銃をデモ隊に向けるという出来事が起こった。デモ隊は香港シティ・ホール近くに撤退、これに対し警察は16時38分に防御線を夏慤道から立法会近辺に前進させた。デモ隊がペットボトルなどの物を投げつけたため、警察は再び後退して催涙弾を発射した。17時40分、警察は夏慤道で再び催涙弾を発射、同時にアドミラルティ・センターからファー・イースト・フィナンシャル・センターに前進した。これに対しデモ隊は干諾道中に撤退、さらに48分には統一中心に撤退した。その後、警察がバリケードを撤去する傍らデモ隊が新たにバリケードを設置するというがあったが、18時7分にはリッポーセンターの外で対峙した。
この最中には警察が警告なしでゴム弾を発射しており、警察を全く攻撃していない男性1名が右目を撃たれるという事件が起こった。この男性は一時暴動の廉で逮捕され、後に損害賠償請求を提起すると宣言した。また、香港電台の運転手1名が車から降りるときに催涙弾に直撃され、一時は心臓が止まるほどの重症だったが、後にクイーン・メアリー病院に運ばれ、一命を取り留めた。
民主派の議員の多くが金鐘に駆けつけてデモ隊を守ろうとしたため、林卓廷や黄碧雲が警察による唐辛子スプレー攻撃を受けることになり、教育業界代表議員葉建源は林を休ませるために立法会の駐車場経由で立法会に向かおうとしたが、議員であると身分を表明したにもかかわらず警備員に立ち入りを拒否された。
ほかにも添美道と夏慤道の交差点で警察が記者に銃を向け、さらに記者に向かって催涙弾を発射したという事件が起こった。これを目撃した英語圏の記者が「ここはまだ香港だ！中国ではない。今はまだ！」(This is still Hong Kong, not China. Not yet!)と叫んだ。

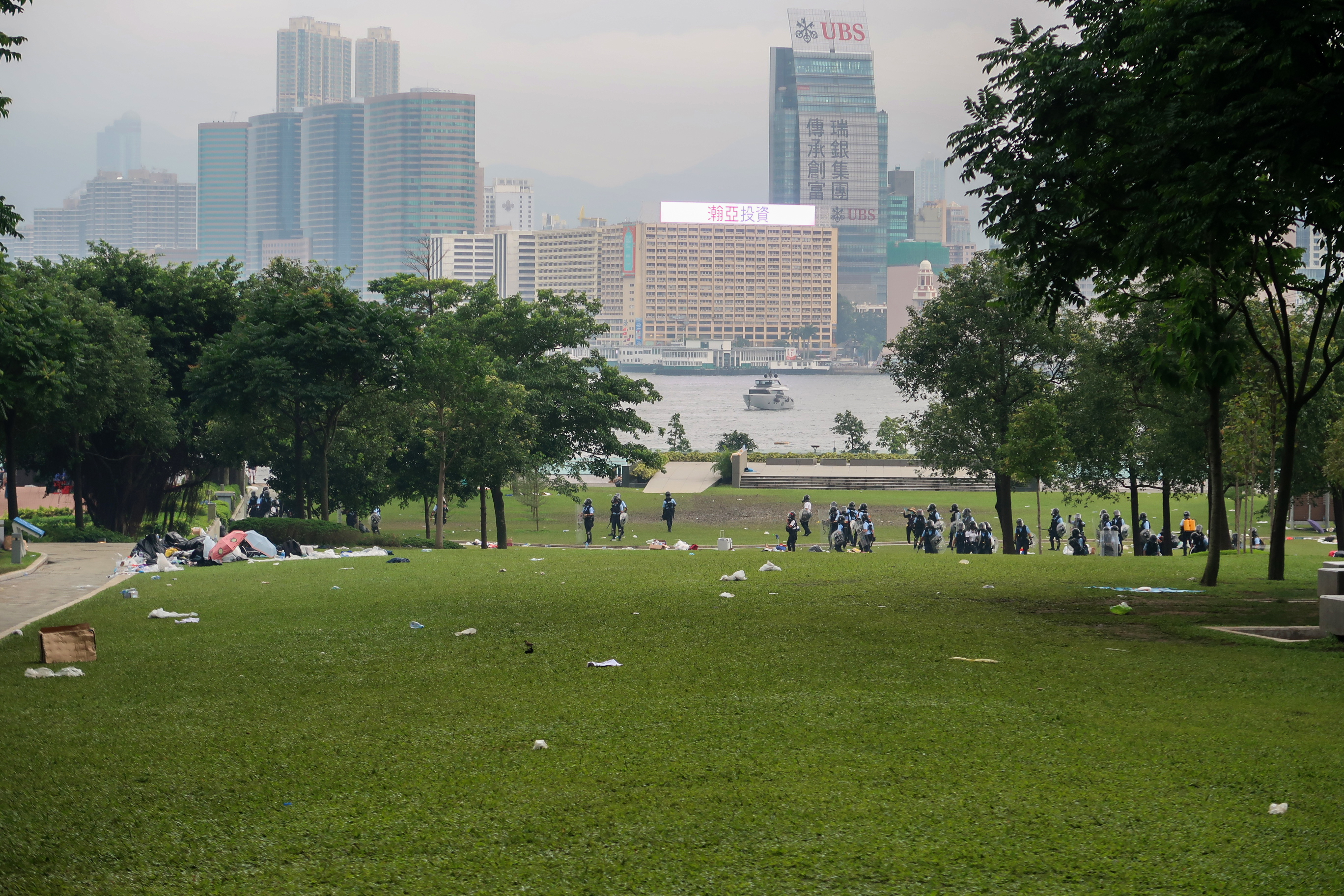
添馬公園で催涙弾を発射してデモ隊を追い出した後、同地を守備する機動隊
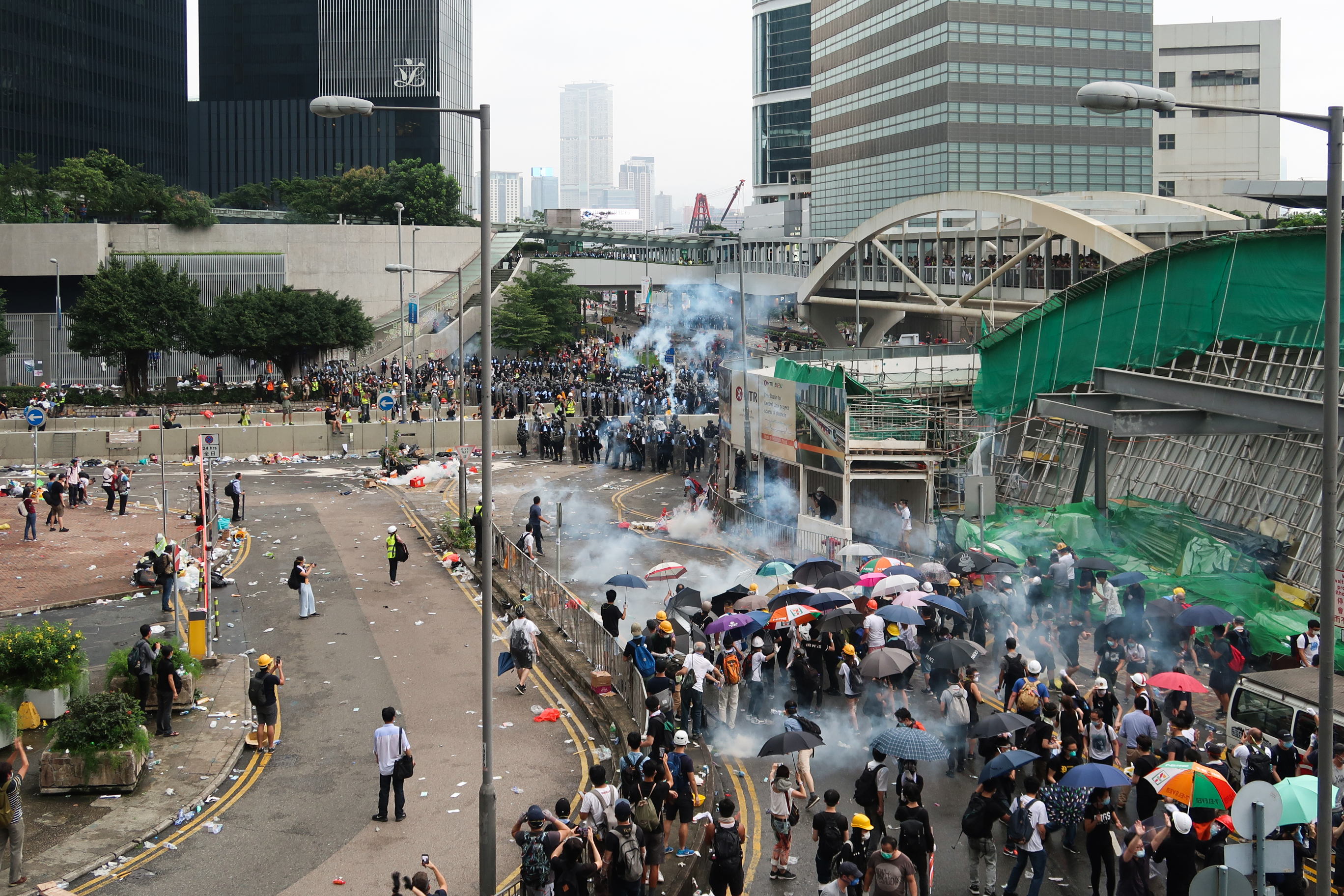
警察が楽礼街（中国語版）で催涙弾を発射する様子
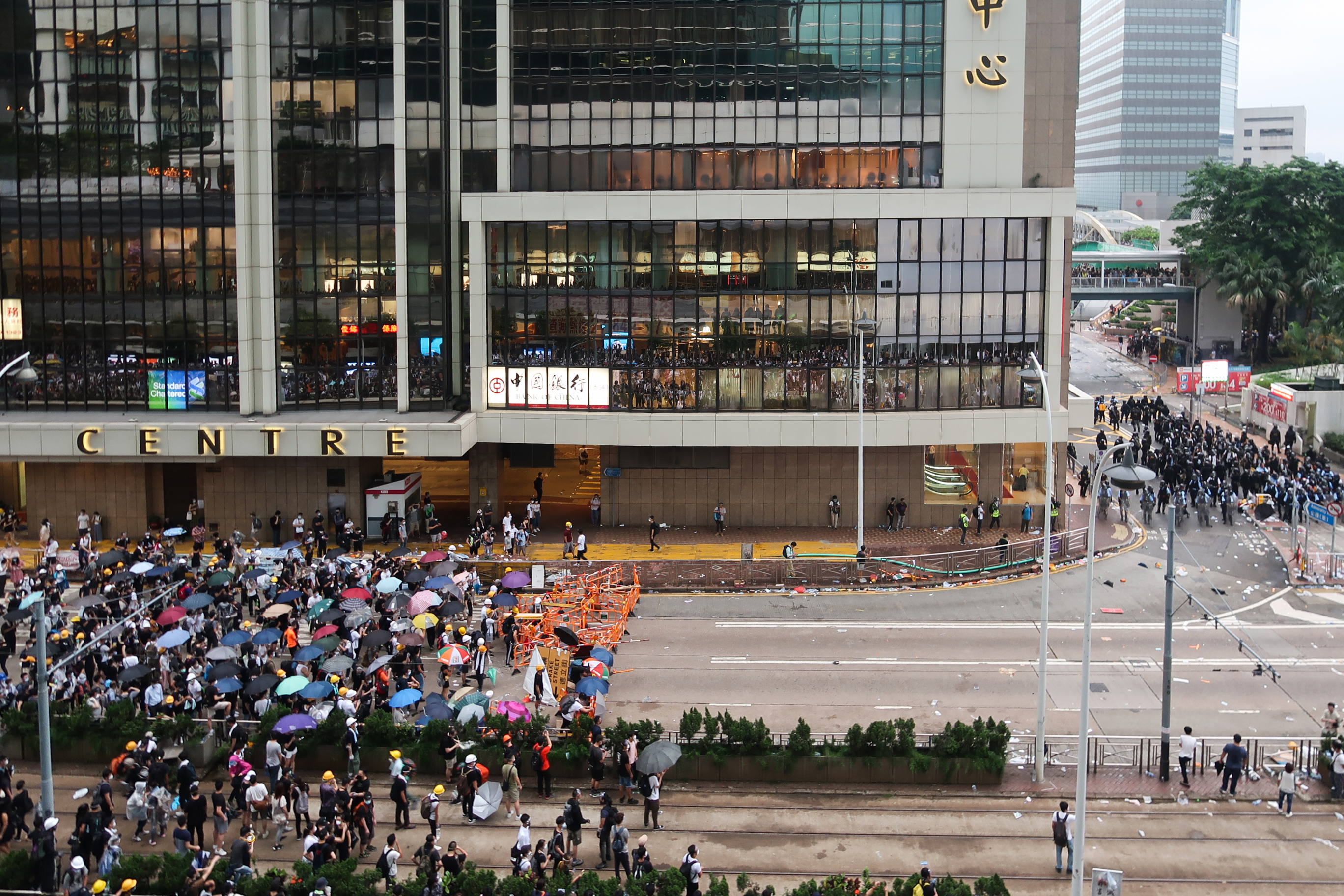
デモ隊が金鐘道（中国語版）に撤退する様子
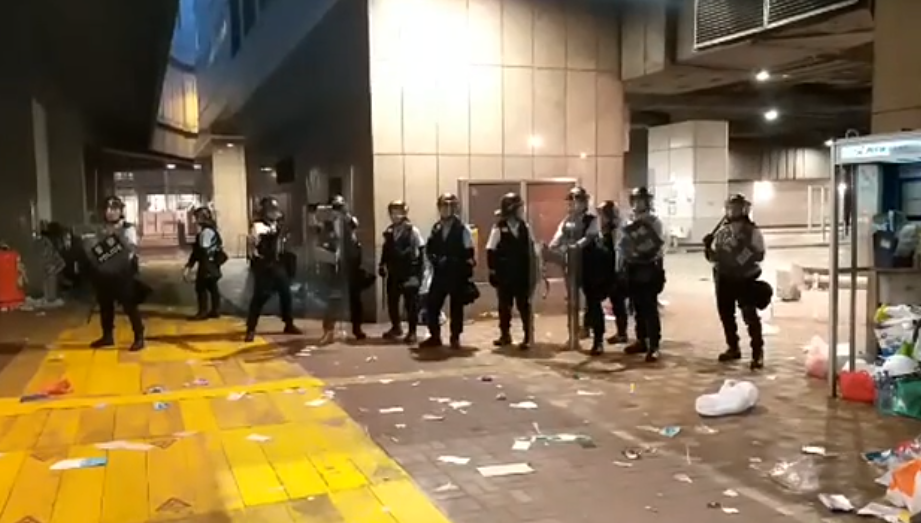
金鐘のバスターミナルにいる機動隊

### 警察によるシティック・タワー包囲（12日16時 - 17時）
警察は16時に立法会のデモ区画で催涙弾を発射する傍ら、添美道と龍合街の2方向から前進してデモ隊を包囲しようとした。デモ隊は慌てて最も近い建物であるシティック・タワーに逃げ込もうとしたが、タワーの片側にあるガラス扉には鍵がかかっていたため、もう片側のガラス扉と回転扉で入るしかなかったが、これにより一度に2、3人しか入れず、タワーの外にデモ隊数百人が留まる結果となった。後に目撃者が回想したところによると、このときタワーに入ろうとしたデモ隊は千人近くいたという。そこへ警察が催涙弾を発射してきたため、デモ隊がさらにガラス扉と回転扉に殺到するという状況になり、デモ隊が回転扉にひっかかって出られない状況にならないよう、タワーに入ったデモ隊は回転扉を使用されないよう反対側から押したという。タワー内に逃げられず、催涙弾の攻撃を受け続けるしかなかったタワー外のデモ隊は阿鼻叫喚の状態となった。タワー内のデモ隊はもう片側にある、鍵のかかったガラス扉を鉄の柵で衝撃を与えて壊そうとしたが、これは失敗に終わった。一方の警察は防御線を引き続き推し進めたため、デモ隊があやうく将棋倒し状態になろうという状態になった。
タワー内のデモ隊は一部が上の階に向かい、下の階にデモ隊が入るスペースができるようにしたが、やがて全てのフロアに非常階段までがデモ隊であふれ、呼吸困難や喘息の発作をきたす人が続出した。さらに催涙弾の煙がタワーの最上階に拡散すると、タワーの最上階にいるデモ隊が息苦しくなって助けを求めたため、デモ隊は2階の歩道橋を通って脱出しはじめた。デモ隊がタワーに逃げ込み始めてから脱出するまでの時間は約30分間だったが、脱出したデモ隊の多くは「命拾いした」という感想だったという。
2020年5月、警察への苦情を受け付ける警察の苦情処理への独立監察委員会は2019年-2020年香港民主化デモにおける警察の行動に関する報告を発表して、警察の言い分を全面的に採用、「デモ隊の撤退経路には何ら障礙がなく、むしろ民間人権陣線が立てた講演台のほうがデモ隊の視線を遮蔽した」としたが、伝真社によるファクトチェックでは警察がシティック・タワーの正面にある竜匯道、並びに添美道近くで防御線を設けており、さらに催涙弾を発射してデモ隊を追い込んだため、デモ隊はシティック・タワーに入るしかないことが判明した。また、独立監察委員会が招聘していた専門家クリフォード・ストット(Clifford Stott)も報告のうち6月12日のデモに関する記述に同意しなかった。

### デモ隊の占領地域拡大（12日夜）
パシフィック・プレイスには大勢のデモ隊が警察の攻撃を避けてやってきており、商店は18時より全て営業を停止していた。また、金鐘駅は夕方よりいくつかの出口が閉鎖された後、20時30分には駅全体が閉鎖され、荃湾線と港島線はともに金鐘駅にとまらずに通過し、金鐘駅を終点とする南港島線はその前の駅である海洋公園駅を終点とした。これにより南港島線と港島線の連絡が断たれたため、代わりに海洋公園駅と堅尼地城駅の間を臨時バスが走ることとなった。

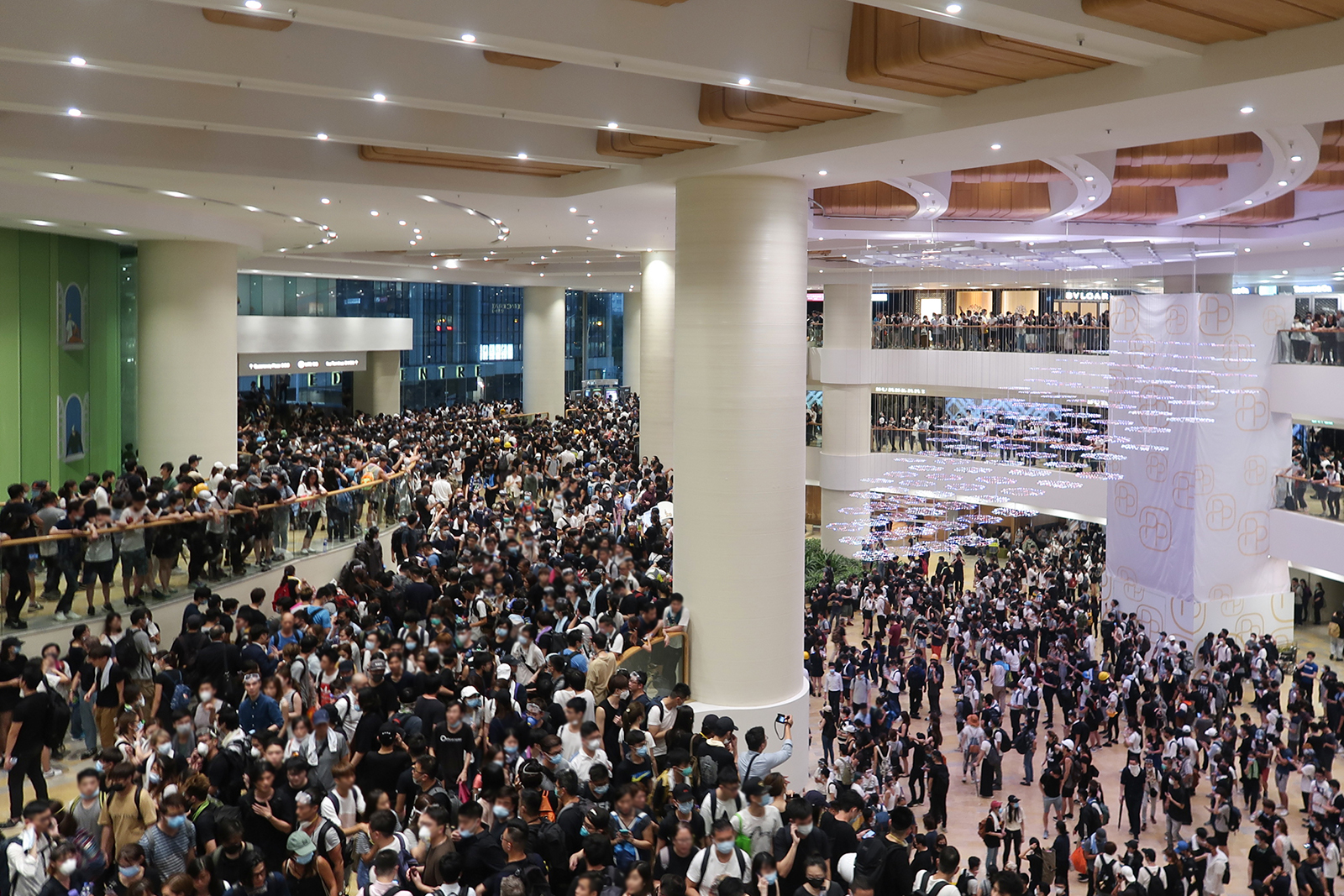
警察の攻撃を避けてパシフィック・プレイスに入ったデモ隊

夜には仕事終わりの市民が続々とやってきて、デモ隊の占領地域が再び金鐘、中環、湾仔の3地域に拡大した。
一方、立法会秘書局は18時に12日中に会議を開催しないことを発表した。これは逃亡犯条例改正案の審議が13日以降に延期されることを意味した。その後、13日午後に審議のさらなる延期が発表された。

### 政府によるデモ批判（12日17時 - 20時）
12日の17時42分、警察は同日のデモを「騒乱」と呼称したプレスリリースを発表したが、21時すぎには「暴動」に改称した。警察は改称の理由を誤訳の訂正とした。13日に行われた警察の記者会見においては警察局長盧偉聡がデモ隊を「暴徒」であると呼称した。盧は警察が自制していたものの、命の危険にさらされたため武力を行使せざるを得なかったと弁解した。
同日19時すぎに放送された林鄭月娥のインタビューでは林が涙ながらに自身が「香港を売る」（賣港）ということをしておらず、潘暁穎殺人事件を解決させなければならないと述べた。しかし、20時すぎには再び発言して、12日デモを「暴動」であると批判した。

### デモ隊の撤退（12日19時 - 13日6時）

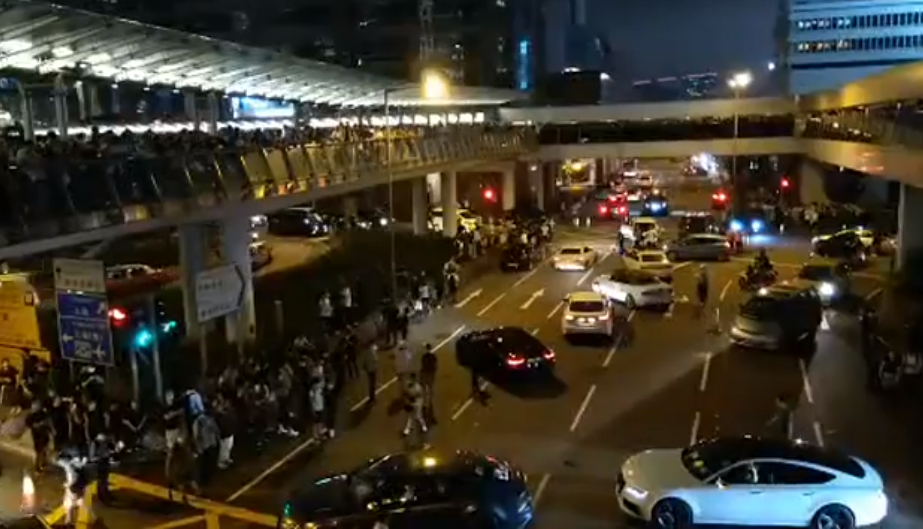
12日夜、畢打街と干諾道中に撤退するデモ隊

19時、警察は金鐘で催涙弾を発射して、デモ隊を金鐘から完全に追い出し、干諾道中にいたデモ隊約200人は畢打街に転じた。
24時になっても1,000人ほどのデモ隊が夏慤道とエディンバラ・プレイスに集まっていたが、1時になると数十人しか残らず、2時にはごみ掃除をしているデモ隊数名が残っているにすぎなかった。その後、6時に香港政府新庁舎近辺でデモ隊が全くいないことが確認され、8時すぎには夏慤道の交通が回復した。
警察局長盧偉聡は13日の記者会見で12日のデモ鎮圧に使用した武器の数を公表した。内訳は催涙弾150発以上、ビーンバッグ弾20発、ゴム弾数発であり、ほかにも警棒、唐辛子スプレーが使用されたという。その後、8月12日にデータが更新され、合計で催涙弾240発以上、ビーンバッグ弾約3発、ゴム弾約19発、スポンジ弾約30発を使用したとした。

## その後

### TelegramへのDDoS攻撃（12日夜）
デモ隊はインスタントメッセージシステムのTelegram経由で情報共有や議論をしたが、Telegram社は12日夜に「強力な」DDoS攻撃を受けたと発表した。Telegram社の最高経営責任者パーヴェル・ドゥーロフはTelegramに送りつけられたリクエストの大半が中国由来であると発表したが、これに対し中国外交部のスポークスマン耿爽は中国が関与したかどうかについて明言を避け、「中国もネットワーク攻撃の被害者である」と発言した。

### 13日の小規模デモ

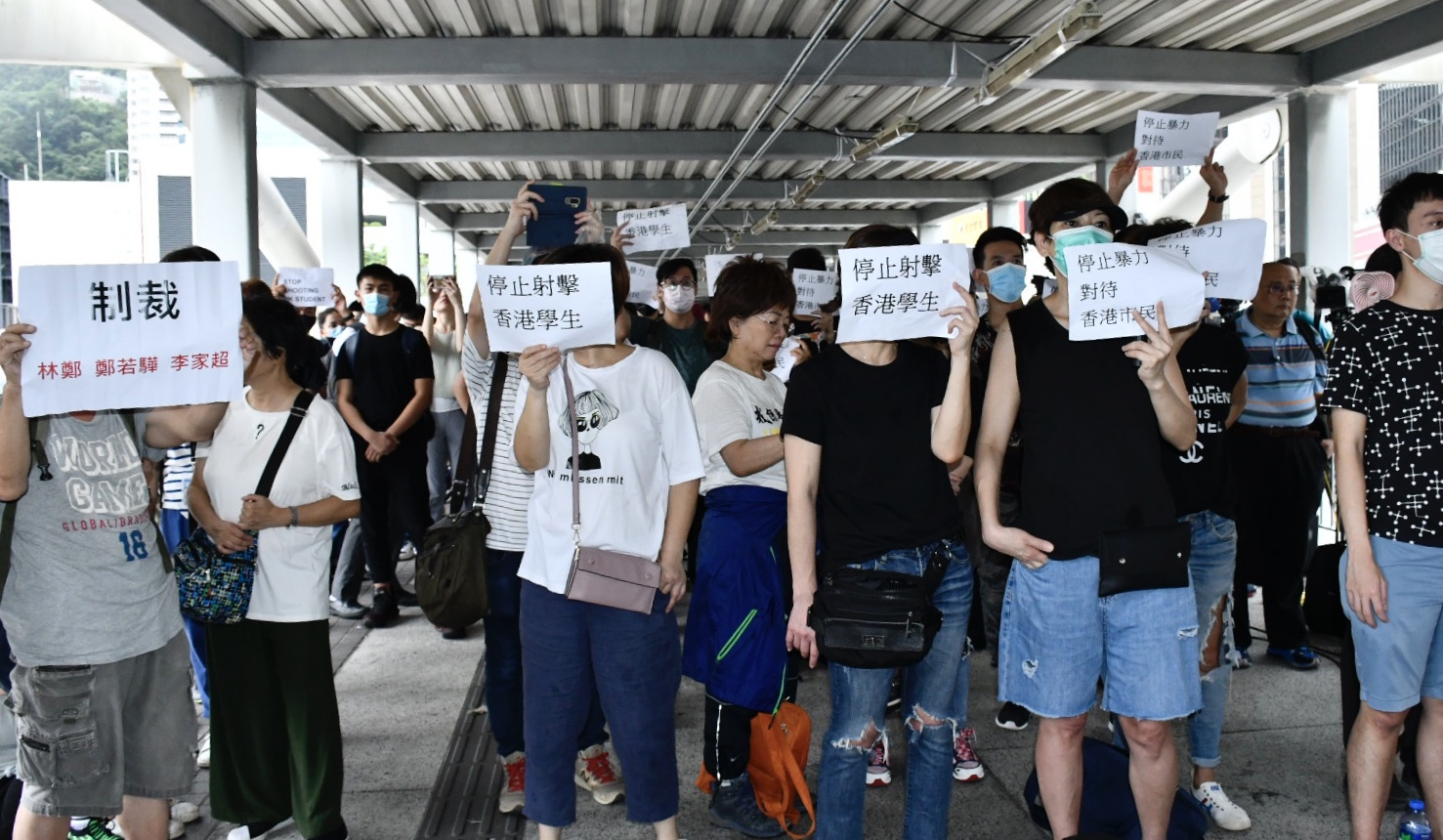
13日9時すぎの小規模デモ

13日の9時すぎ、機動隊により封鎖されていたシティック・タワーへの歩道橋に100人近くのデモ隊が集まり、歩道橋の開放を要求するとともにプラカードを掲げて「撤回」のスローガンを叫んだ。これに対し民主派の立法会議員張超雄が11時に駆けつけ、13日中に逃亡犯条例改正案の審議が行われないことを確約すると、デモ隊は撤収した。また、12日夜のデモ隊撤収の際に金鐘に残っていた物資を若者が整理したが、この若者を50人以上の警察が囲んで職務質問した。これを目撃した通行人が民主派の議員に連絡すると、譚文豪、梁耀忠、尹兆堅、張超雄の4人がかけつけた。警察は一時は「指名手配被疑者がいないかを確認している」と弁解したが、最終的には撤収した。また、添馬公園では2人の人物が私服警官を称する人物に持ち物検査を要求され、周りの目撃者が警官に偽物でない証明として私服警官の委任證提示を求めたが、私服警官を称する人物に拒否された。
12日夜に一時閉鎖された金鐘駅は13日の14時14分に復旧した。また、一時はデモ隊の多くが集まったパシフィック・プレイスも13日の始業時間を午後にずらした。
13日夜、ソーシャルワーカーとソーシャルワークを専攻する大学生数百人が香港警察本部に集まり、警察によるデモへの過剰な弾圧を批判し、「警官さん、銃を撃たないで」（阿sir唔好開槍）などのスローガンを叫んだ。

### 14日の集会
12日の夜、香港のテレビ局無綫電視が林鄭月娥のインタビューを放送、林鄭月娥はインタビューを通じて、「息子がわがままに騒ぎを起こしているのを母が見過ごすことはできない」としてデモを批判した。これに対し「香港のお母さんたちによる請願書」が発され、請願書は発表から16時間後には3万人が署名した。14日の夜にもチャーター・ガーデンで「香港媽媽反送中集氣大會」（香港のお母さんによる反送中激励大会）が実施され、主催者発表で6,000人以上が、警察発表で980人が参加した。

### 改正案審議の延期とデモ参加者の飛び降り自殺（15日15時 - 21時）
15日の午後、林鄭月娥は記者会見を行い、逃亡犯条例改正案の審議を「改正案の解説と意見聴取が終わるまで」延期する発表した（ただし、廃案とは発表せず）。
16時すぎ、デモに参加した梁凌杰が背中に「林鄭殺港，黑警冷血」 と書かれた黄色のレインコートを着て、パシフィック・プレスの外壁工事現場に設けられていた仮設足場に「反送中 No Extradition To China」「全面撤回送中，我們不是暴動，釋放學生傷者，林鄭下台，Help Hong Kong」 と書かれた懸垂幕を張った。通報を受けた消防士はエアパックを展開したが、梁が突如エアパックが展開されていない箇所から飛び降りたため救援は失敗、梁はラットンジー病院に緊急搬送されたのち死亡した。同日夜には多くの市民がパシフィック・プレスの外で花を供え、2014年香港反政府デモの計画を立てた人物の1人である朱耀明も花を供えた。

### 16日のデモ
13日、民間人権陣線は16日のデモ実施を発表、警察によるデモ隊鎮圧への批判と逃亡犯条例改正案の撤回を目的とした。

## 6月12日デモに関する議論

### 公立病院の患者プライバシー問題
12日の9時すぎ、病院管理局がメールで指令を発し、救急救命室のスタッフにデモ現場から運ばれてきた怪我人を警察、記者、市民、その他の分類で記録するよう命じた。
入院したデモ参加者が警察の質問に対し「金鐘から来た」と答えただけで逮捕されたとするデモ参加者の主張があり、これに対し警察は病院でデモ参加者を逮捕したことを認めた。また、病院スタッフからの目撃情報によると、私服警官が病院に派遣され、治療を受けているデモ参加者を逮捕し、さらにデモへの参加により怪我した患者を捕虜用病室に入れるよう要求した。
警察が病院でデモ隊を逮捕するという行動に対し、医療業界は強い不快感を示し、多くの業界団体が連名で声明を発表した。声明の内容は警察が病院スタッフを妨害し、患者の治療を遅延させたことを批判するものであり、またこの行為により病院スタッフと患者の間の信頼関係を破壊して、怪我した人が逮捕を恐れて病院に来なくなると批判した。医療業界代表議員の陳沛然も同様の見解を示し、警察が公立病院でデモ隊を逮捕しようとしたときに病院管理局が全く止めようとしなかったため、市民は恐怖して公立病院に来なくなると危惧した。
公立病院の医者によると、対策としては「怪我と無関係な情報を言わない」ことが挙げられ、「銃撃されたならば、そういえばいい。棒で殴られたならば、そういえばいい。ただし、だれが殴ったのか、どこで怪我したのかは言わないように。」と助言した。また、看護師が警察を連れてきた場合、沈黙するようにとも助言した。
15日には未だに公立病院にいる警察に不満を感じたスタッフが「あなたたちはここにいるべきではない。出ていくべきだ。なぜならば、あなたたちは犬であるからだ！」（你哋唔應該喺呢度，你哋行返出去，因為你哋係狗！）と激怒し、警察から患者のいる場所を聞かれた看護師が回答を拒否して、「鼻で嗅いで探せば？」と返答したという事件が起こった。
17日、陳沛然が救急救命室のパソコン端末に「警察専用」のページがあり、患者の個人情報に自由にアクセスできることを暴露した。

## 諸国の反応

### 中華人民共和国
中華人民共和国外交部は12日に中国の武装部隊が香港に進軍しているとの噂を否認するとともに、道路占拠が香港の繁栄と安定を損なう行為であるとして批判した。13日には12日デモが「暴動」であると発言した。14日、中国外交部は在中国アメリカ臨時代理大使ロバート・W・フォーデン(Robert W. Forden)を召喚し、アメリカが条例改正について「あれこれ言う」ことに不満を示した。
在イギリス中国大使劉曉明は13日に西側諸国のマスコミがデモ参加者数を誇張して、事実を歪曲したと批判した。また、中国政府が香港政府に法改正を命令しておらず、それを止める権利もないと述べた。
また、12日にNHKワールドTVで香港デモが報じられたとき、中国大陸での放送が一時遮断された。

### 台湾（中華民国）

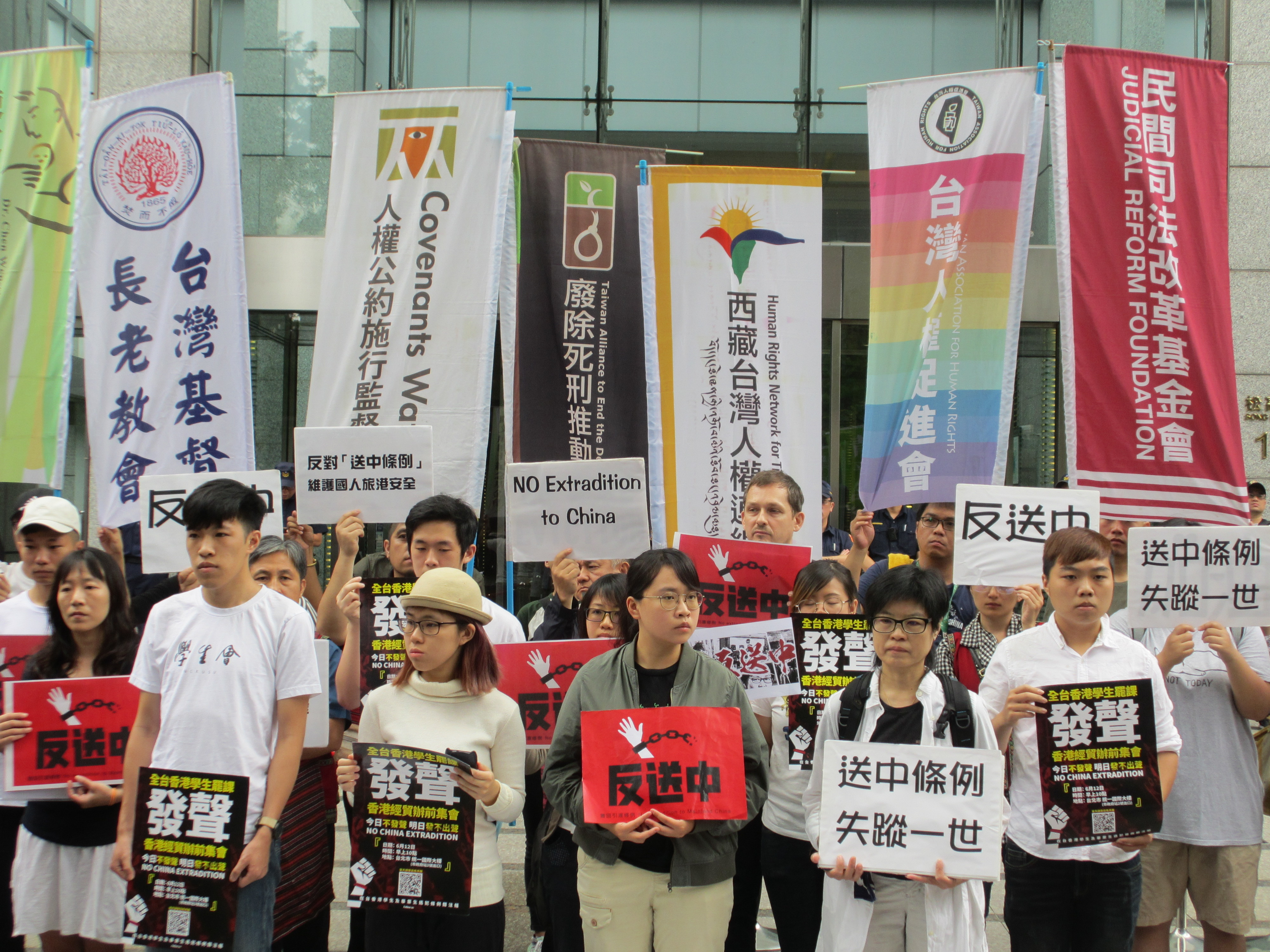
台湾人権促進会などの団体は6月12日に台北市で逃亡犯条例改正案の反対集会を開催した。

中華民国総統蔡英文は香港の警察が銃を撃ったことについて驚愕したと述べ、「自由な台湾は香港の自由を支持する」（自由的台灣撐香港的自由）とも述べた。大陸委員会は香港に「しばらく向かわない」よう警告を発したが、これは大陸委員会による香港への警告としては史上初だった。また、香港からの難民が政治亡命を申請する場合の対応を検討しているとも述べた。
デモより前の11日には外交部次長の徐斯儉が「これは習近平による台湾版の『一国二制度』宣伝にとって不利である」と述べ、外交部長の呉釗燮は「あなたたち（香港人）は孤独ではない。台湾はあなたたちの味方だ」と述べた。

### イギリス
イギリス政府は香港政府に市民の憂慮に耳を傾けるよう呼び掛けた。

### アメリカ
アメリカ合衆国大統領ドナルド・トランプは中国と香港が改正案問題を解決できるとの見解を示し、下院議長ナンシー・ペロシ（民主党所属）はデモ隊への支持を表明した。
中国問題に関する連邦議会・行政府委員会主席ジム・マクガヴァン（民主党所属、マサチューセッツ第2選挙区選出下院議員）は香港人権・民主主義法案の提出を表明した。香港における民主と自由の鎮圧に関わる香港と中国の官僚への制裁としてアメリカへの入国拒否とアメリカにおける資産凍結を骨子とする法案である。また、テッド・クルーズ（共和党所属、テキサス州選出上院議員（第1部））とエド・マーキー（民主党所属、マサチューセッツ選出上院議員（第2部））は上院で米国-香港政策法の改正案を提出した。

### ドイツ
首相アンゲラ・メルケルのスポークスマンは香港における主なデモが平和に行われたことに喜んだ。一方、ドイツ外務省のスポークスマンは逃亡犯条例が改正された場合、ドイツ・香港間の逃亡犯引き渡し協定が継続できるかについて検討する必要があると述べた。

### オーストラリア
オーストラリア外相マリス・ペインは言論の自由を行使する平和なデモ隊への支持を表明し、警察とデモ隊の双方に武力を使用しないよう呼び掛けた。また、オーストラリア国民に対してはデモが行われる場所に行かないよう呼び掛けた。

### 欧州連合
欧州連合は声明を発表して、香港政府が集会の自由などの人権を尊重する必要があると指摘した。また、逃亡犯条例の改正が香港人、欧州連合の国民、ひいてはその他の国の国民からの香港における商業への信任に深い影響を与えるとも述べた。

### その他国際団体
アムネスティ・インターナショナルの香港支部理事長譚万基は警察による武力行使が火に油を注ぐことにしかならないと批判し、警察に武力行使をやめるよう呼び掛けた。21日にはアムネスティ・インターナショナルが12日のデモ鎮圧において警察が不必要かつ過大な武力を使用したとして、国際人権法違反であると指摘した。
ジャーナリスト保護委員会は警察が取材妨害を繰り返し、記者の安全を脅かしたとして、状況が「受け入れられない」と批判した。香港の警察からジャーナリスト保護委員会への返答はなかった。

## 過去のデモとの比較
香港における道路占拠を含むデモは2014年香港反政府デモや2016年香港旺角騒乱が挙げられるが、これらとの違いとしては特定の指導者の不在が挙げられる。2019年6月時点では、2014年デモの指導者のうち黄之鋒と戴耀廷は投獄されており、また2016年騒乱の指導者では梁天琦が投獄され、黄台仰がドイツに亡命していた。
また、2014年と2016年のデモと比べて警察側がより多くの警官と装備を用意しており、具体例としてはゴム弾とビーンバッグ弾が挙げられる。また、持ち物検査や記者追い出しもより頻繁に行った。